# Colla Vella dels Xiquets de Valls

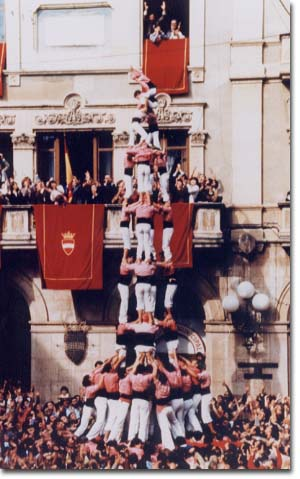
Primer 4 de 9 amb folre del, descarregat per la Colla Vella (Diada de Santa Úrsula de 1981)

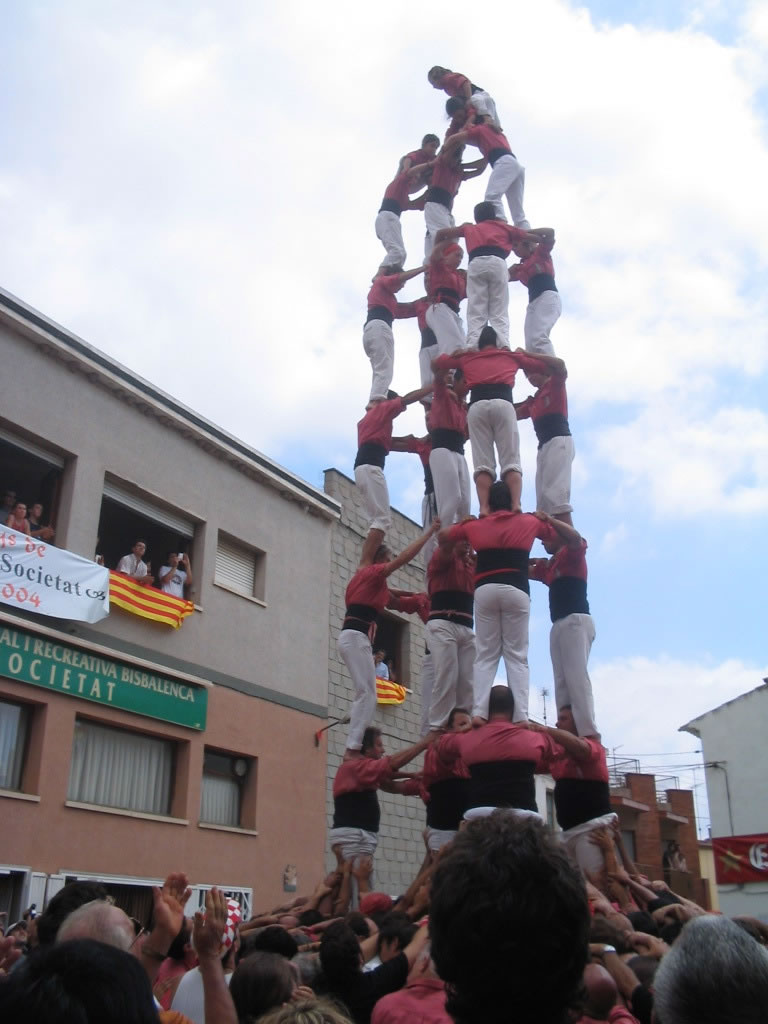
5 de 8 de la Colla Vella

La Colla Vella dels Xiquets de Valls és una colla castellera vallenca nascuda el 1791 i reorganitzada l'any 1947. Reprèn la tradició de la Colla Vella d'abans de la Guerra Civil espanyola quan les dues colles de Valls foren obligades a fusionar-se sota el nom de Colla dels Xiquets de Valls.
Durant el segle xix fou coneguda com la Colla d'en Salvador, Colla dels Pagesos, i posteriorment com la Colla Vella "Rabassó".
La Colla Vella dels Xiquets de Valls forma part del Consell científic de Món Casteller - Museu Casteller de Catalunya que s'està construint a Valls.
A la Diada de Santa Úrsula del 2019 la Colla Vella dels Xiquets de Valls signà la millor actuació de la història dels castells coronant per primera vegada la tripleta neta (2 de 8 sense folre, 3 de 9 sense folre (carregat) i 4 de 9 sense folre), conjuntament amb el pilar de 8 amb folre i manilles.

## Història

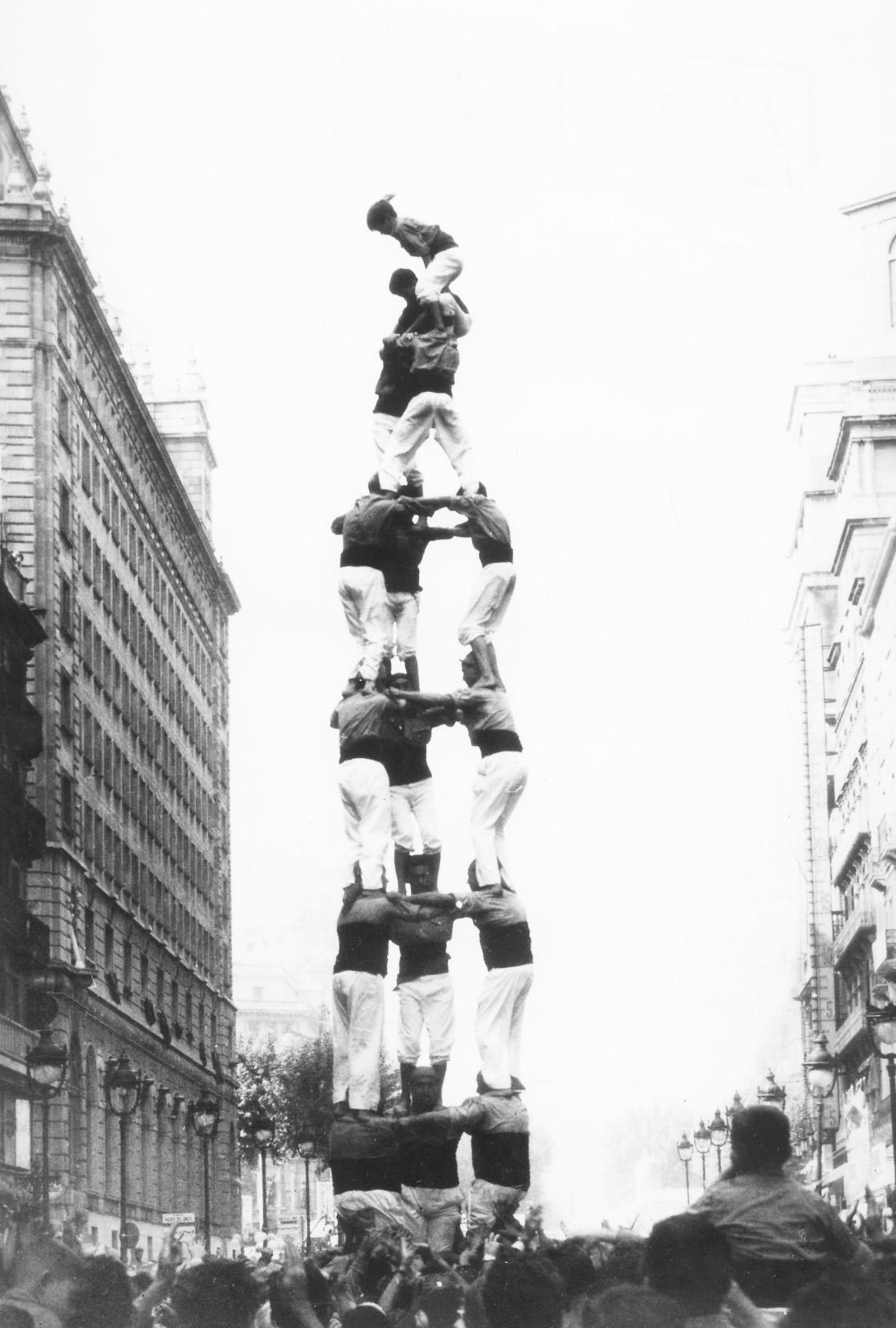
3 de 8 carregat en el III Gran Trofeu Jorba-Preciados el 1966

La Colla Vella dels Xiquets de Valls és la colla degana de les colles castelleres del món casteller. Nascuda el 1791 inicialment fou coneguda Colla dels Pagesos i durant tot el segle xix posà les arrels la tradició castellera que es pot viure actualment arreu del país. Amb la figura d'Isidre de Rabassó (Isidre Tondo i Ballart) al capdavant a partir de 1876, la Colla Vella protagonitzà el que s'ha anomenat "l'Època D'or" dels castells i que tingué el seu punt culminant el 1881 a Tarragona, quan descarregaren el quatre de nou sense folre i el 1883, quan assoliren per Santa Úrsula a Valls el cinc de nou amb folre. El període finisecular provocà una decadència en el món dels castells no va ser fins al 1932 que la mateixa Colla Vella recuperà el dos de set i el quatre de vuit a l'Arboç.
La Guerra Civil i les seves conseqüències prohibiren a la Colla Vella actuar com a tal, però el 1947 aquesta es reorganitzà de forma reeixida i recobrà de nou la seva activitat castellera de forma ininterrompuda fins a l'actualitat. Els anys cinquanta també foren difícils pels castells, però l'empenta d'aquells castellers voluntariosos i compromesos portaren a l'èxit dels anys setanta, amb la recuperació del dos de vuit folrat, el pilar de set i el cinc de vuit. Aquest èxit laboriós i creixent es veié reflectit el 1981 amb el retrobament un segle després dels castells de nou, la colla Vella descarregà el primer quatre de nou del segle xx. Aquest camí ha portat a l'època més gloriosa de la Colla Vella i dels castells, ja que s'han assolit gairebé tots els castells que avui en dia es poden trobar en la nòmina del Món Casteller. I sent, com en tota la seva història, la Colla qui ha disputat amb la resta de colles la supremacia en el Món Casteller.

## L'actual Colla Vella
El color de la seva camisa és rosat. El seu castell més important assolit és el 4de10fm descarregat a Valls a la plaça del blat el 23 d'octubre del 2016. Un dels castells descarregat més important és el 4 de 9 a la diada de Sant Fèlix 2015 i ara fins al 2019 en pòrta 15 descarregats. La Colla Vella també compta amb el 5 de 9 amb folre descarregat (1996), el 4 de 9 amb folre i el pilar descarregat (1998, 2002), el 2 de 8 carregat (2000)descarregat(2018), el 9 de 8 descarregat (2001), el pilar de 8 amb folre i manilles descarregat (1998), el 3 de 8 aixecat per sota descarregat (1999) o el 2 de 9 amb folre i manilles descarregat, el primer en tota la història dels castells (1994). A més són la primera colla castellera en assolir el 4 de 9 amb folre descarregat (1981), el 3 de 9 amb folre carregat (1982) i el 3 de 9 sense folre carregat (2019).

## Participació en els concursos de castells
La Colla Vella dels Xiquets de Valls ha participat, en les seves dues etapes, a gairebé tots els concursos de castells que s'han dut a terme al llarg dels segles XX i XXI.
Aquestes són les edicions dels concursos en què han resultat guanyadors:

### Primera etapa
- Concurs Regional de Xiquets de Valls, Barcelona, 1902
- I Concurs de castells de Tarragona, 1932

### Segona etapa
- IV Concurs de castells de Tarragona, 1954
- V Concurs de castells de Tarragona, 1956
- I Gran Trofeu Jorba-Preciados, Barcelona, 1964
- II Gran Trofeu Jorba-Preciados, Barcelona, 1965
- III Gran Trofeu Jorba-Preciados, Barcelona, 1966
- Concurs de castells de Mobles Quer, Vilafranca del Penedès, 1973
- IX Concurs de castells de Tarragona, 1982
- X Concurs de castells de Tarragona, 1984
- XI Concurs de castells de Tarragona, 1986
- XV Concurs de castells de Tarragona, 1994
- XVIII Concurs de castells de Tarragona, 2000

## Actuacions de la Colla Vella a l'estranger
La Colla Vella ha actuat com a ambaixadora nacional, al continent europeu i al continent americà. Des de l'any 1958, que va realitzar la seva primera sortida fora de les nostres fronteres, a l'Exposició Internacional de Brussel·les, fins avui, ha actuat a moltes ciutat espanyoles, a Milà i a Lausana, i també en algunes ciutats dels Estats Units (Houston el 1992, per participar en el Festival que la ciutat texana va dedicar a Espanya amb motiu del cinquè centenari del descobriment d'Amèrica; San Antonio, al mateix any i a Chicago, el 1994, amb motiu del campionats mundials de futbol). L'any 2004 la Colla Vella va participar en la Mostra de Folklore Català que es va celebrar a la ciutat austríaca de Graz, i el 2007 va participar en la Fira Internacional del Llibre que es va celebrar a la ciutat de Frankfurt. El maig de 2010 la Colla Vella va participar en la Setmana de Catalunya de l'Exposició Universal de Xangai, on va assolir el 3 de 9 amb folre, el primer castell de nou fora dels Països Catalans. També hi va assolir altres castells com el 2 de 8 amb folre o el 4 de 8. El 2014 van actuar a París amb motiu de la campanya Catalans want to vote organitzada per Òmnium.

## Commemoració dels 25 anys de Castells de nou
El passat any 2006 la Colla Vella dels Xiquets de Valls va celebrar la commemoració dels 25 anys ininterromputs assolint castells de nou. L'any 2006 es va celebrar que feia 25 anys que a la Plaça del Blat de Valls i per Santa Úrsula una colla de castellers carregava per primera vegada al segle xx, i també descarregava, un castell de 9 pisos d'alçada. Era el 4 de 9 amb folre aixecat per la Colla Vella. D'altra banda després d'aquell dia de Santa Úrsula de 1981, la Colla Vella ha anat aixecant ininterrompudament al llarg d'aquests 25 anys castells de 9.

## Bicentenari de la Colla Vella dels Xiquets de Valls

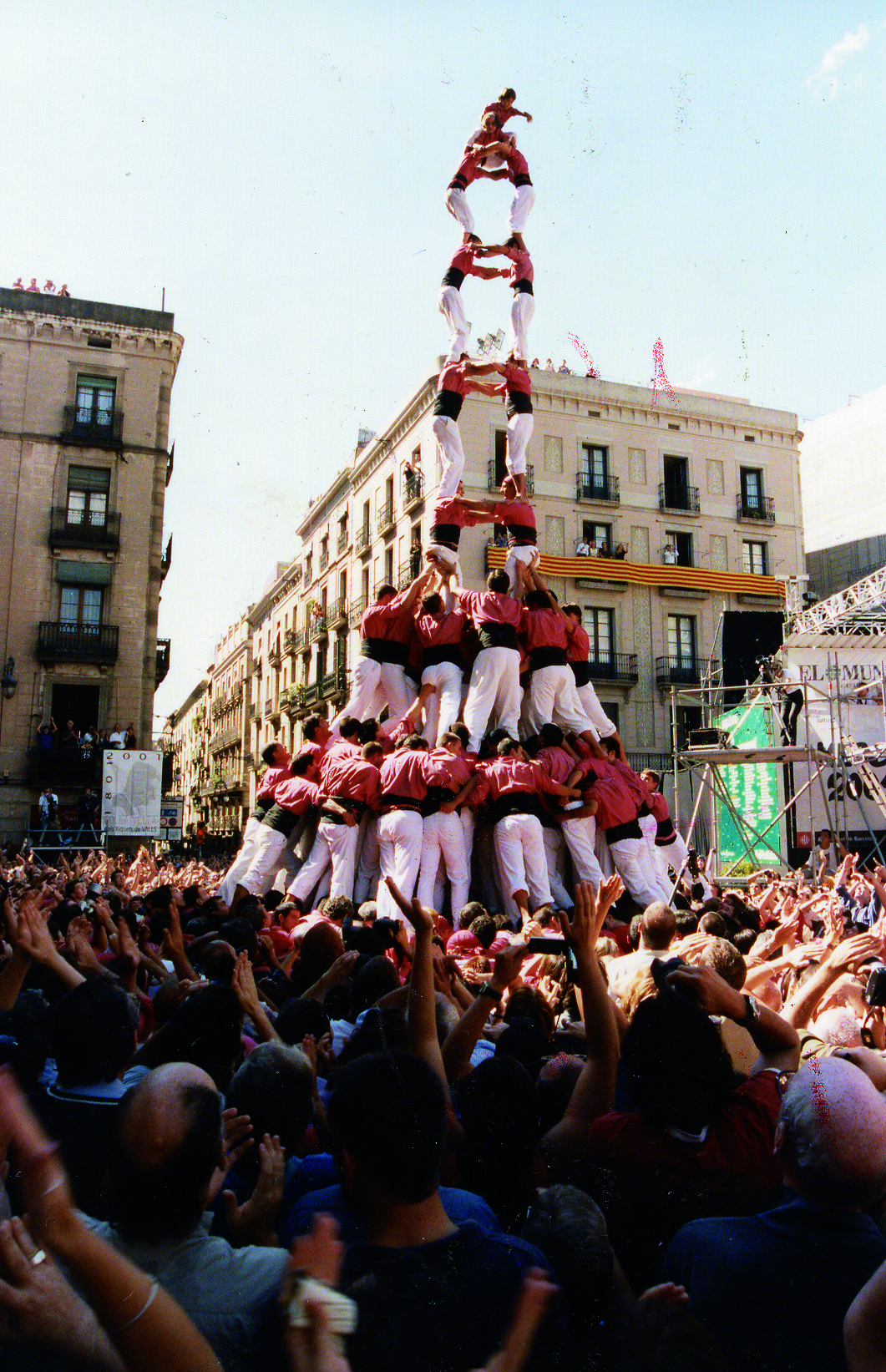
2 de 9 amb folre i manilles a Barcelona (2001)

L'any 2001 la Colla Vella va celebrar el seu bicentenari, ja que els primers castells de la Colla daten de l'any 1801. Els actes de celebració del Bicentenari van superar qualsevol esdeveniment anterior. Entre els nombrosos actes que es varen fer cal destacar els següents per la seva magnitud:
- Pel seu valor històric, l'Acte d'Inauguració en el qual es varen realitzar castells de la mateixa manera com es feia al segle xix.
- Pel caliu del grup, la pujada de 300 castellers al Cim del Puigmal (2916 m) per a fer-hi una actuació castellera a dalt.
- Pel seu simbolisme, la Cursa del Bicentenari, 200 km a través de Catalunya per relleus en grups, recorrent els escenaris d'actuacions històriques de la Colla.
- Per la seva emotivitat, l'homenatge a més de 200 enxanetes i aixecadors en vida, que han pujat a dalt de tot dels castells de la Colla Vella.
- Finalment l'espectacular Gala de Cloenda del Bicentenari, amb 2000 assistents entre el públic, un desplegament audiovisual per a recordar la història de la Colla, actuacions musicals, més de 300 actuants i les pertinents intervencions institucionals.

Un acte de gran nivell que va merèixer una retransmissió per la Televisió de Catalunya.

## Valls, bressol dels castells humans

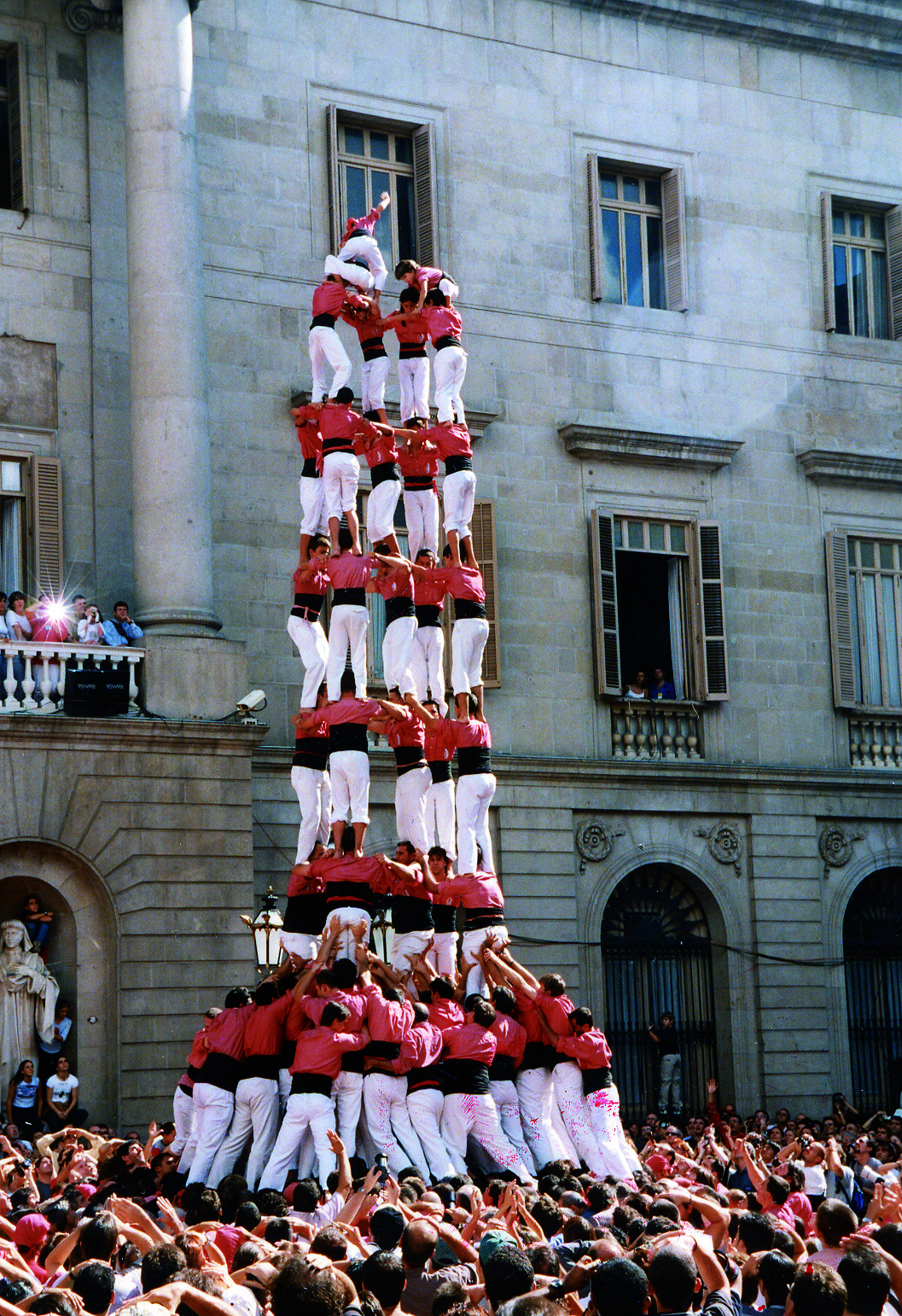
5 de 9 amb folre (carregat) per la colla a Barcelona l'any 2001

Fins ben entrat el segle xix, els castells humans només es coneixien, sense comptar la ciutat de la qual n'eren originaris, en alguns pobles i ciutats del Camp de Tarragona, així com a la comarca del Penedès. Va ser la gent d'aquestes poblacions, que de tant en tant amb motiu de les festes patronals podien gaudir de les proeses dels castellers, les que genèricament es van començar a anomenar i a conèixer pel nom de Xiquets de Valls. Per aquest motiu, els castells humans a Valls -i a molts altres indrets que ja els coneixen i admiraven- es viuen amb una intensitat i passió especials. De la mateixa manera, els castellers no només posen els músculs per aixecar un castell, sinó que també hi posen el cor. Aquests elements emotius han convertit els castells dels Xiquets de Valls en el tret identificador d'un poble i de la seva gent. A la vegada, són l'exponent més majestuós, significatiu, espectacular i dinàmic de la cultura popular catalana.

## L'entitat social
En un altre ordre de coses, i a partir de l'any 1970, la Colla Vella es convertí en una entitat legalment constituïda i, a partir de 1979, aconseguí un local social propi. El 1982 s'estrenà l'himne de la Colla i, des d'un any abans (1981), editava una revista trimestral: La Veu de la Colla Vella. Actualment la Colla té més de 500 castellers en actiu, un grup de grallers -que executa la melodia, al ritme de la qual s'aixequen els castells-, i al voltant d'un miler de socis, a més d'una gran quantitat de simpatitzants i aficionats. A partir del mes de desembre del 1988 l'entitat disposà d'un nou local social (pavelló poliesportiu, instal·lacions de preparació física, sala-museu, arxiu, sala de juntes, sala d'actes i bar-restaurant).

## Reconeixements i honors
La Colla Vella ha estat distingida amb diversos honors oficials: La Medalla d'Or de la Ciutat de Valls -màxim honor que atorga l'Ajuntament vallenc en reconeixement dels que més renom i glòria han donat a la ciutat- i la Creu de Sant Jordi - que concedeix la Generalitat de Catalunya a qui ha fet aquesta tasca en benefici del país.